# Бетацелюлін
BTC (англ. Betacellulin) – білок, який кодується однойменним геном, розташованим у людей на короткому плечі 4-ї хромосоми.  Довжина поліпептидного ланцюга білка становить 178 амінокислот, а молекулярна маса — 19 746.
| 10         |  | 20         |  | 30         |  | 40         |  | 50         |
| ---------- |  | ---------- |  | ---------- |  | ---------- |  | ---------- |
| MDRAARCSGA |  | SSLPLLLALA |  | LGLVILHCVV |  | ADGNSTRSPE |  | TNGLLCGDPE |
| ENCAATTTQS |  | KRKGHFSRCP |  | KQYKHYCIKG |  | RCRFVVAEQT |  | PSCVCDEGYI |
| GARCERVDLF |  | YLRGDRGQIL |  | VICLIAVMVV |  | FIILVIGVCT |  | CCHPLRKRRK |
| RKKKEEEMET |  | LGKDITPINE |  | DIEETNIA   |  |            |  |            |

A: Аланін

C: Цистеїн

D: Аспарагінова кислота

E: Глутамінова кислота

F: Фенілаланін

G: Гліцин

H: Гістидин

I: Ізолейцин

K: Лізин

L: Лейцин

M: Метіонін

N: Аспарагін

P: Пролін

Q: Глутамін

R: Аргінін

S: Серин

T: Треонін

V: Валін

Кодований геном білок за функціями належить до факторів росту, мітогенів. 
Задіяний у такому біологічному процесі як поліморфізм. 
Локалізований у клітинній мембрані, мембрані.
Також секретований назовні.